# Anduzeia punctata
Anduzeia punctata is een hooiwagen uit de familie Cosmetidae. De wetenschappelijke naam van Anduzeia punctata gaat terug op Sørensen.